# August Schneidhuber
August Schneidhuber, född 8 maj 1887 i Traunstein, död 30 juni 1934 i Stadelheimfängelset, München, var en tysk nazistisk politiker och Obergruppenführer i SA. Han var Münchens polischef 1933–1934. Schneidhuber var en av de SA-ledare som mördades i samband med de långa knivarnas natt, då han sköts av Emil Maurice.